# スカートダンス
スカートダンス(英語: skirt dance)とはヨーロッパやアメリカ合衆国、とくに1890年代のバーレスクやヴォードヴィルの舞台で人気があったダンスの一種である。女性ダンサーが層になった長いスカートを腕で操り、流れるように生地を動かして踊る。暗くした劇場で色鮮やかな照明を投影し、スカートの動きを強調することもよくある。スカートダンスで使われるスカートは90メートル以上ある生地から作られていたという。

## 背景
このダンスはロンドン発祥で、木靴を用いたクロッギングやフレンチカンカンなどの一般向けダンスの要素を組み込んだくだけた雰囲気のバレエの一種である。ダンサーのケイト・ヴォーンがこのダンスを開発したと一般的に信じられている。ヴォーンは1873年にホルボーン座の「復讐の女神のダンス」の一部としてこのダンスを披露した後、スカートダンスの初期の第一人者と考えられるようになった。ヴォーンは同年、同じようなドレスでジャック・オッフェンバックの『地獄のオルフェ』を踊っていた。バレエマスターで振付師のジョン・ドーバンはヴォーンと協働し、他の生徒にスカートダンスの踊り方を教えた。
スカートダンスはすぐにロンドンのゲイエティ座の人気演目になり、この劇場のコーラスラインであるゲイエティ・ガールズが定番として上演するようになった。